# Arīs Velouchiōtīs
Arīs Velouchiōtīs (in greco: Άρης Βελουχιώτης; Lamia, 27 agosto 1905 – Mesounta, 16 giugno 1945) è stato un partigiano greco. 
Con il nome di battaglia di Thanasīs Klaras (in greco: Θανάσης Κλάρας), fu il capo dell'Esercito popolare greco di liberazione durante il periodo della resistenza greca.